# Нидерланды на зимних Олимпийских играх 2022
Нидерланды на зимних Олимпийских играх 2022 года были представлены сорока двумя спортсменами в семи видах спорта. Это количество является рекордным, поскольку на играх 2018 года сборная состояла из 31 спортсмена, а в 2014 году — 39.

## Перед соревнованиями
Король Виллем-Александр не присутствовал на зимних Олимпийских играх в Пекине из-за коронавирусного кризиса. Эту позицию перед нидерландскими депутатами объявил действующий в то время министр иностранных дел Бен Кнапен.
Соединенные Штаты Америки объявили о дипломатическом бойкоте зимних Олимпийских игр 2022 года в Китае. К ним также присоединились Канада, Австралия, Великобритания. Каждая из этих стран назвала причиной бойкота нарушения прав человека в Китае, указывая на «геноцид и пренебрежение правами уйгурского народа и других этнических и религиозных меньшинств». Нидерланды также объявили, что за исключением спортсменов, тренеров и других членов команд не отправят в Китай официальных делегатов. Однако главной причиной такого шага министерство иностранных дел назвало: «COVID-19 ограничения, действующие в Китае, из-за которых будут лишь ограниченные возможности для (…) двусторонних контактов со страной пребывания, где могла бы быть содержательно обсуждена большая обеспокоенность Нидерландов вокруг ситуации с правами человека».
Национальный Олимпийский комитет Нидерландов и Нидерландская спортивная федерация (NOC*NSF) предоставила срочные рекомендации для своей олимпийской команды, предупреждая, что Китай может осуществлять наблюдение за электронными устройствами. Нидерландским спортсменам и персоналу планируется предоставить телефоны и ноутбуки, которые будут уничтожены, когда они вернутся домой. Организация NOC*NSF надеется, что этот шаг позволит предотвратить возможное вмешательство китайских спецслужб. В Китае действует программа массового наблюдения, где граждане постоянно контролируются правительством. Последние уже давно обвиняются в проведении скрытого наблюдения за некитайскими жителями, когда те въезжают в страну. В конце прошлого года австралийские эксперты по безопасности предупредили, что отправляющиеся в Пекин спортсмены должны знать о китайском шпионаже.

### Скандал «Ханнсен против NSkiV»
27-летняя фристайлистка Изабель Ханссен (нидерл. Isabelle Hanssen) в третий раз подряд отвечает международным требованиям для участия в зимних Играх, но не более строгим национальным требованиям спортивной организации NOC*NSF. По этому поводу она обратилась в суд с требованием допустить её к участию в Играх в Пекине. Как пояснил её адвокат Кор Хеллингман (нидерл. Cor Hellingman) Изабель выдвигает исковые требования к Нидерландской лыжной ассоциации (NSkiV), отказавшейся включить её кандидатом для участия в Олимпийских играх 2022 года. По правилам МОК она имеет право на квалификацию, но NOC*NSF, требования которой более строги, считает, что она не имеет права быть включена в сборную Нидерландов.
В пятницу 21 января 2022 года в суде Утрехта состоялось упрощенное производство по этому делу. Ханссен отмечала, что стала жертвой несправедливости, ведь горнолыжник Мартен Мейнерс и сноубордистка Мишель Деккер были представлены Нидерландской лыжной ассоциацией (NSkiV) и утверждении NOC*NSF. Вместе с тем последние официально объявили, что указанные спортсмены не отвечают строгим требованиям, но они были включены в сборную команды и последними получили квалификацию. Таким образом, для них было сделано исключение, которое отказались сделать для Ханссен. В суде Изабель отмечала, что «больше всего её гложет неравенство в этом процессе», а также, что она «хочет, чтобы к ней относились одинаково, как и к другим». Вместе с тем она согласилась, что её производительности недостаточно, но если для Мейнерса сделано исключение, то для неё должны сделать тоже.
Судья, выслушав все стороны процесса, пришел к выводу, что «отсутствуют какие-либо обоснованные причины для вмешательства в решение NSkiV относительно отказа выдвижения Ханссен для квалификации NOC*NSF». В ходатайстве истцу было отказано. В ходе судебного разбирательства представитель NOC*NSF отмечал, что спортсмены Мейнерс, Деккер и бобслеист Иво де Брюйн действительно не отвечали строгим требованиям. Однако при подготовке полноценно продемонстрировать свои умения им помешал коронавирус. Таким образом спортивные ассоциации, подавшие их кандидатуры в NOC*NSF, действовали на законных основаниях. NSkiV и NOC*NSF соблюдают практику, согласно которой олимпийский спортсмен должен принадлежать к пятидесяти процентам лучших участников, чтобы получить квалификацию. Кроме того, в ассоциации подчеркивают, что выступающая в хафпайпе Ханссен, сравнивают не с горнолыжниками, а со спортсменами, соперничающими в других частях фристайла. Несмотря на судебное решение, Ханссен осталась довольна, потому что, по её словам «её услышали и это первый раз, когда она почувствовала, что NSkiV стали относиться к ней серьёзно».

## Состав сборной
Сборная Нидерландов состояла из 20 женщин и 22 мужчин. Знамя на открытии игр нёс — Кьелд Нёйс и Линдси ван Зюндерт. Последняя стала первой голландской фигуристкой на зимних олимпийских играх с 1976 года. Адриана Елинкова и Мартен Мейнерс стали первыми олимпийскими горнолыжниками из Нидерландов за последние семьдесят лет. Ван Зюндерт, которой 1 февраля исполнилось семнадцать лет была самой молодой спортсменкой-олимпийцем, а Йоррит Бергсма (1 февраля исполнилось 36 лет) — старейшим.

## Дисциплины

### Бобслей

#### Мужчины
| Спортсмен                         | Соревнования | Заезд 1 | Заезд 1 | Заезд 2 | Заезд 2 | Заезд 3 | Заезд 3 | Заезд 4 | Заезд 4 | Итог  | Итог  |
| Спортсмен                         | Соревнования | Время   | Место   | Время   | Место   | Время   | Место   | Время   | Место   | Время | Место |
| --------------------------------- | ------------ | ------- | ------- | ------- | ------- | ------- | ------- | ------- | ------- | ----- | ----- |
| Иво де Брюйн                      | Четверки     |         |         |         |         |         |         |         |         |       |       |
| Янко Франьич                      | Четверки     |         |         |         |         |         |         |         |         |       |       |
| Желен Франьич                     | Четверки     |         |         |         |         |         |         |         |         |       |       |
| Деннис Венкер                     | Четверки     |         |         |         |         |         |         |         |         |       |       |
| Стефан Гюйс ин’т Велд (резервный) | Четверки     |         |         |         |         |         |         |         |         |       |       |

#### Женщины
| Спортсмен      | Соревнования | Заезд 1 | Заезд 1 | Заезд 2 | Заезд 2 | Заезд 3 | Заезд 3 | Заезд 4 | Заезд 4 | Итог  | Итог  |
| Спортсмен      | Соревнования | Время   | Место   | Время   | Место   | Время   | Место   | Время   | Место   | Время | Место |
| -------------- | ------------ | ------- | ------- | ------- | ------- | ------- | ------- | ------- | ------- | ----- | ----- |
| Карлейн Слепер | Монобоб      |         |         |         |         |         |         |         |         |       |       |

### Горнолыжный спорт

#### Мужчины
| Спортсмен      | Соревнования      | 1 спуск | 2 спуск | Всего | Место |
| -------------- | ----------------- | ------- | ------- | ----- | ----- |
| Мартен Мейнерс | Гигантский слалом |         |         |       |       |

#### Женщины
| Спортсмен        | Соревнования      | 1 спуск | 2 спуск | Всего | Место |
| ---------------- | ----------------- | ------- | ------- | ----- | ----- |
| Адриана Елинкова | Гигантский слалом | DNF     | —       | —     | —     |
| Адриана Елинкова | Слалом            | —       | —       | —     | —     |

### Конькобежный спорт

#### Мужчины
| Соревнование    | Спортсмены        | Отборочный раунд | Отборочный раунд | Отборочный раунд | Четвертьфинал | Четвертьфинал | Четвертьфинал | Полуфинал | Полуфинал | Полуфинал | Финал     | Финал | Итоговое место |
| Соревнование    | Спортсмены        | Забег            | Результат        | Место            | Забег         | Результат     | Место         | Забег     | Результат | Место     | Результат | Место | Итоговое место |
| --------------- | ----------------- | ---------------- | ---------------- | ---------------- | ------------- | ------------- | ------------- | --------- | --------- | --------- | --------- | ----- | -------------- |
| 500 метров      | Томас Крол        |                  |                  |                  |               |               |               |           |           |           | 35.06     | 18    | 18             |
| 500 метров      | Мерейн Схеперкамп |                  |                  |                  |               |               |               |           |           |           | 34.736    | 12    | 12             |
| 500 метров      | Кай Вербей        |                  |                  |                  |               |               |               |           |           |           | 34.87     | 14    | 14             |
| 1000 метров     | Томас Крол        |                  |                  |                  |               |               |               |           |           |           | 1.07,92   | 1     | 1              |
| 1000 метров     | Кай Вербей        |                  |                  |                  |               |               |               |           |           |           | 1.14,17   | 30    | 30             |
| 1000 метров     | Хейн Оттерспер    |                  |                  |                  |               |               |               |           |           |           | 1.08,80   | 10    | 10             |
| 1500 метров     | Марсел Боскер     |                  |                  |                  |               |               |               |           |           |           | 1:45.420  | 9     | 9              |
| 1500 метров     | Томас Крол        |                  |                  |                  |               |               |               |           |           |           | 1:43.550  | 2     | 2              |
| 1500 метров     | Кьелд Нёйс        |                  |                  |                  |               |               |               |           |           |           | 1:43.210  | 1     | 1              |
| 5000 метров     | Йоррит Бергсма    |                  |                  |                  |               |               |               |           |           |           | 6:13.180  | 5     | 5              |
| 5000 метров     | Свен Крамер       |                  |                  |                  |               |               |               |           |           |           | 6:17.040  | 9     | 9              |
| 5000 метров     | Патрик Руст       |                  |                  |                  |               |               |               |           |           |           | 6:09.310  | 2     | 2              |
| 10 000 метров   | Йоррит Бергсма    |                  |                  |                  |               |               |               |           |           |           | 12:48.94  | 4     | 4              |
| 10 000 метров   | Патрик Руст       |                  |                  |                  |               |               |               |           |           |           | 12:44.59  | 2     | 2              |
| Масс-старт      | Йоррит Бергсма    |                  |                  |                  |               |               |               |           |           |           |           |       |                |
| Масс-старт      | Свен Крамер       |                  |                  |                  |               |               |               |           |           |           |           |       |                |
| Командная гонка | Марсел Боскер     |                  |                  |                  |               |               |               |           |           |           |           |       |                |
| Командная гонка | Свен Крамер       |                  |                  |                  |               |               |               |           |           |           |           |       |                |
| Командная гонка | Патрик Руст       |                  |                  |                  |               |               |               |           |           |           |           |       |                |

#### Женщины
| Соревнование    | Спортсмены         | Отборочный раунд | Отборочный раунд | Отборочный раунд | Четвертьфинал | Четвертьфинал | Четвертьфинал | Полуфинал | Полуфинал | Полуфинал | Финал     | Финал | Итоговое место |
| Соревнование    | Спортсмены         | Забег            | Результат        | Место            | Забег         | Результат     | Место         | Забег     | Результат | Место     | Результат | Место | Итоговое место |
| --------------- | ------------------ | ---------------- | ---------------- | ---------------- | ------------- | ------------- | ------------- | --------- | --------- | --------- | --------- | ----- | -------------- |
| 500 метров      | Мишель де Йонг     |                  |                  |                  |               |               |               |           |           |           | 37.97     | 13    | 13             |
| 500 метров      | Фемке Кок          |                  |                  |                  |               |               |               |           |           |           | 37.39     | 6     | 6              |
| 500 метров      | Ютта Лердам        |                  |                  |                  |               |               |               |           |           |           | 37.34     | 5     | 5              |
| 1000 метров     | Антуанетта де Йонг |                  |                  |                  |               |               |               |           |           |           | 1:14.92   | 5     | 5              |
| 1000 метров     | Ютта Лердам        |                  |                  |                  |               |               |               |           |           |           | 1:13.83   | 2     | 2              |
| 1000 метров     | Ирен Вюст          |                  |                  |                  |               |               |               |           |           |           | 1:15.11   | 6     | 6              |
| 1500 метров     | Мареке Груневод    |                  |                  |                  |               |               |               |           |           |           | 1:54.970  | 5     | 5              |
| 1500 метров     | Антуанетта де Йонг |                  |                  |                  |               |               |               |           |           |           | 1:54.820  | 3     | 3              |
| 1500 метров     | Ирен Вюст          |                  |                  |                  |               |               |               |           |           |           | 1:53.280  | 1     | 1              |
| 3000 метров     | Карлейн Ахтеректе  |                  |                  |                  |               |               |               |           |           |           | 4:02.210  | 7     | 7              |
| 3000 метров     | Антуанетта де Йонг |                  |                  |                  |               |               |               |           |           |           | 4:02.370  | 8     | 8              |
| 3000 метров     | Ирен Схаутен       |                  |                  |                  |               |               |               |           |           |           | 3:56.930  | 1     | 1              |
| 5000 метров     | Ирен Схаутен       |                  |                  |                  |               |               |               |           |           |           | 6:43.51   | 1     | 1              |
| 5000 метров     | Санне ин`т Хоф     |                  |                  |                  |               |               |               |           |           |           | 6:59.77   | 7     | 7              |
| Масс-старт      | Ирен Схаутен       |                  |                  |                  |               |               |               |           |           |           |           |       |                |
| Масс-старт      | Мареке Груневод    |                  |                  |                  |               |               |               |           |           |           |           |       |                |
| Командная гонка | Антуанетта де Йонг |                  |                  |                  |               |               |               |           |           |           | 2:56.86   | 1     | 3              |
| Командная гонка | Ирен Схаутен       |                  |                  |                  |               |               |               |           |           |           | 2:56.86   | 1     | 3              |
| Командная гонка | Ирен Вюст          |                  |                  |                  |               |               |               |           |           |           | 2:56.86   | 1     | 3              |
| Командная гонка | Мареке Груневод    |                  |                  |                  |               |               |               |           |           |           | 2:56.86   | 1     | 3              |

### Скелетон

#### Женщины
| Спортсмены   | Соревнование | 1 заезд   | 1 заезд | 2 заезд   | 2 заезд | 3 заезд   | 3 заезд | 4 заезд   | 4 заезд | Итоговый результат | Итоговое место | Отставание |
| Спортсмены   | Соревнование | Результат | Место   | Результат | Место   | Результат | Место   | Результат | Место   | Итоговый результат | Итоговое место | Отставание |
| ------------ | ------------ | --------- | ------- | --------- | ------- | --------- | ------- | --------- | ------- | ------------------ | -------------- | ---------- |
| Кимберли Бос | женщины      | 1:02.51   | 10      | 2:04.73   | 6       | 3:06.59   | 4       | 4:08.46   | 3       | 4:08.46            | 3              | +0.84      |

### Сноуборд

#### Мужчины
| Спортсмены         | Соревнование   | Квалификация | Квалификация | Квалификация | Квалификация | Финал   | Финал   | Финал   | Финал | Итоговое место |
| Спортсмены         | Соревнование   | Заезд        | 1 спуск      | 2 спуск      | Место        | 1 спуск | 2 спуск | 3 спуск | Место | Итоговое место |
| ------------------ | -------------- | ------------ | ------------ | ------------ | ------------ | ------- | ------- | ------- | ----- | -------------- |
| Глен дн Блойс      | сноуборд-кросс |              |              |              |              |         |         |         |       |                |
| Ник ван дер Велден | биг-эйр        |              |              |              |              |         |         |         |       |                |
| Ник ван дер Велден | слоупстайл     |              |              |              |              |         |         |         |       |                |

#### Женщины
| Спортсмены        | Соревнование                   | Квалификация | Квалификация | Квалификация | Квалификация | Финал   | Финал   | Финал   | Финал | Итоговое место |
| Спортсмены        | Соревнование                   | Заезд        | 1 спуск      | 2 спуск      | Место        | 1 спуск | 2 спуск | 3 спуск | Место | Итоговое место |
| ----------------- | ------------------------------ | ------------ | ------------ | ------------ | ------------ | ------- | ------- | ------- | ----- | -------------- |
| Мишель Деккер     | параллельный гигантский слалом |              |              |              |              |         |         |         |       |                |
| Мелисса Пеперкамп | биг-эйр                        |              |              |              |              |         |         |         |       |                |
| Мелисса Пеперкамп | слоупстайл                     |              |              |              |              |         |         |         |       |                |

### Фигурное катание

#### Женщины
| Спортсмен          | Соревнования      | Короткая программа | Короткая программа | Произвольная программа | Произвольная программа | Всего     | Всего |
| Спортсмен          | Соревнования      | Результат          | Место              | Результат              | Место                  | Результат | Место |
| ------------------ | ----------------- | ------------------ | ------------------ | ---------------------- | ---------------------- | --------- | ----- |
| Линдси ван Зюндерт | одиночное катание |                    |                    |                        |                        |           |       |

### Шорт-трек

#### Мужчины
| Соревнование       | Спортсмены       | Отборочный раунд | Отборочный раунд | Четвертьфинал   | Четвертьфинал | Полуфинал | Полуфинал | Финал     | Финал | Итоговое место |
| Соревнование       | Спортсмены       | Результат        | Место            | Результат       | Место         | Результат | Место     | Результат | Место | Итоговое место |
| ------------------ | ---------------- | ---------------- | ---------------- | --------------- | ------------- | --------- | --------- | --------- | ----- | -------------- |
| 500 метров         | Ицхак де Лаат    |                  |                  |                 |               |           |           |           |       |                |
| 500 метров         | Йенс Ван ’т Ваут |                  |                  |                 |               |           |           |           |       |                |
| 500 метров         | Дилан Хогерверф  |                  |                  |                 |               |           |           |           |       |                |
| 1000 метров        | Йенс Ван ’т Ваут |                  |                  |                 |               |           |           |           |       |                |
| 1000 метров        | Шинки Кнегт      |                  |                  | желтая карточка |               |           |           |           |       |                |
| 1000 метров        | Ицхак де Лаат    |                  |                  |                 |               |           |           | 1:35.925  | 1     | 5              |
| 1500 метров        | Шинки Кнегт      |                  |                  | 2:12.208        | 1             | PEN       | —         | —         | —     | —              |
| 1500 метров        | Свен Рус         |                  |                  | 2:18.687        | 2             | 2:10.841  | 4         | 2:18.299  | 4     | 14             |
| 1500 метров        | Ицхак де Лаат    |                  |                  | 3:08.907        | 5             | —         | —         | —         | —     | —              |
| Эстафета           | Йенс Ван ’т Ваут |                  |                  |                 |               |           |           |           |       |                |
| Эстафета           | Шинки Кнегт      |                  |                  |                 |               |           |           |           |       |                |
| Эстафета           | Ицхак де Лаат    |                  |                  |                 |               |           |           |           |       |                |
| Эстафета           | Дилан Хогерверф  |                  |                  |                 |               |           |           |           |       |                |
| Смешанная эстафета | Йенс Ван ’т Ваут |                  |                  |                 |               |           |           |           |       |                |
| Смешанная эстафета | Шинки Кнегт      |                  |                  |                 |               |           |           |           |       |                |
| Смешанная эстафета | Ицхак де Лаат    |                  |                  |                 |               |           |           |           |       |                |

#### Женщины
| Соревнование       | Спортсмены       | Отборочный раунд | Отборочный раунд | Четвертьфинал | Четвертьфинал | Полуфинал | Полуфинал | Финал     | Финал | Итоговое место |
| Соревнование       | Спортсмены       | Результат        | Место            | Результат     | Место         | Результат | Место     | Результат | Место | Итоговое место |
| ------------------ | ---------------- | ---------------- | ---------------- | ------------- | ------------- | --------- | --------- | --------- | ----- | -------------- |
| 500 метров         | Ксандра Велзебур |                  |                  | PEN           | —             | —         | —         | —         | —     | —              |
| 500 метров         | Сюзанне Схюлтинг |                  |                  | 42.922        | 1             | 42.475    | 1         | 42.559    | 2     | 2              |
| 500 метров         | Сельма Паутсма   |                  |                  | 1:07.285      | 4             | —         | —         | —         | —     | —              |
| 1000 метров        | Ксандра Велзебур |                  |                  |               |               |           |           | 1:29.668  | 1     | 6              |
| 1000 метров        | Сюзанне Схюлтинг |                  |                  |               |               |           |           | 1:28.391  | 1     | 1              |
| 1000 метров        | Сельма Паутсма   |                  |                  | 1:29.077      | 4             | —         | —         | —         | —     | —              |
| 1500 метров        | Ксандра Велзебур |                  |                  |               |               |           |           |           |       |                |
| 1500 метров        | Сюзанне Схюлтинг |                  |                  |               |               |           |           |           |       |                |
| Эстафета           | Ксандра Велзебур |                  |                  |               |               |           |           |           |       |                |
| Эстафета           | Сюзанне Схюлтинг |                  |                  |               |               |           |           |           |       |                |
| Эстафета           | Сельма Паутсма   |                  |                  |               |               |           |           |           |       |                |
| Эстафета           | Рианне де Врис   |                  |                  |               |               |           |           |           |       |                |
| Эстафета           | Яра ван Керкхоф  |                  |                  |               |               |           |           |           |       |                |
| Смешанная эстафета | Ксандра Велзебур |                  |                  |               |               |           |           | 4:03.409  | 1     | 1              |
| Смешанная эстафета | Сельма Паутсма   |                  |                  |               |               |           |           | 4:03.409  | 1     | 1              |
| Смешанная эстафета | Сюзанне Схюлтинг |                  |                  |               |               |           |           | 4:03.409  | 1     | 1              |
| Смешанная эстафета | Яра ван Керкхоф  |                  |                  |               |               |           |           | 4:03.409  | 1     | 1              |

## Результаты
5 января 2022 года в городе Эмеривилл, Калифорния ровно за 30 дней до церемонии открытия Зимних Олимпийских игр компания Nielsen Gracenote опубликовала свой последний прогноз виртуальной таблицы медалей (VMT). Учитывая самые актуальные результаты ключевых соревнований после зимних игр 2018, Gracenote прогнозирует количество золотых, серебряных и бронзовых медалей для стран-участниц XXIV зимних Олимпийских игр. Ожидается, что Нидерланды повторят своё выступление на зимних играх 2018, выиграв 20 медалей. Если Нидерландам это удастся, это будут третьи зимние игры с результатом двадцать или более медалей. До 2011 года страна никогда не выигрывала более 11 медалей на зимних Олимпийских играх. Голландская результативность, как обычно, сильно зависит от выступлений на коньках. По прогнозу лидерами сборной должны стать Томас Крол (конькобежный спорт) и Сюзанне Схюлтинг (шорт-трек). В общем медальном зачете сборной Нидерландов прогнозируется восьмое место.

## Медалисты
| Место | Спортсмен                                                        | Соревнования                                   | Дата       | Соперники |        |
| ----- | ---------------------------------------------------------------- | ---------------------------------------------- | ---------- | --- | ------ |
| 1     | Ирен Схаутен                                                     | Конькобежный спорт 3000 метров (женщины)       | 5 февраля  | Франческа Лоллобриджида (3:58.060, 2е место) Изабель Вайдеман (3:58.640, 3е место)                                                 | [ 14 ] |
| 1     | Ирен Вюст                                                        | Конькобежный спорт 1500 метров (женщины)       | 7 февраля  | Михо Такаги (1:53.720, 2е место) Антуанетта де Йонг (1:54.820, 3е место)                                                           | [ 15 ] |
| 1     | Кьелд Нёйс                                                       | Конькобежный спорт 1500 метров (мужчины)       | 8 февраля  | Томас Крол (1:43.550, 2е место) Ким Мин Сок (1:44.240, 3е место)                                                                   | [ 16 ] |
| 1     | Ирен Схаутен                                                     | Конькобежный спорт 5000 метров (женщины)       | 10 февраля | Изабель Вайдеман (6:48.18, 2е место) Мартина Сабликова (6:50.09, 3е место)                                                         | [ 17 ] |
| 1     | Сюзанне Схюлтинг                                                 | Шорт-трек 1000 метров (женщины)                | 11 февраля | Чхве Мин Джон (1:28.443, 2е место) Анне Десмет (1:28.928, 3е место)                                                                | [ 18 ] |
| 1     | Сюзанне Схюлтинг Сельма Паутсма Ксандра Велзебур Яра ван Керкхоф | Шорт-трек — эстафета (женщины)                 | 13 февраля | Чхве Мин Джон (4:03.627, 2е место) Ким А Ран Ли Ю Бин Со Хви Мин Цюй Чуньюй (4:03.863, 3е место) Хань Юйтун Фань Кэсинь Чжан Юйтин | [ 19 ] |
| 1     | Томас Крол                                                       | Конькобежный спорт — 1000 метров (мужчины)     | 18 февраля | Лоран Дюбрёй (1.08,32, 2е место) Ховар Лорентсен (1.08,48, 3е место)                                                               | [ 20 ] |
| 1     | Ирен Схаутен                                                     | Конькобежный спорт — масс-старт (женщины)      | 19 февраля | Ивани Блонден (40, 2е место) Франческа Лоллобриджида (20, 2е место)                                                                | [ 21 ] |
| 2     | Патрик Руст                                                      | Конькобежный спорт 5000 метров (мужчины)       | 6 февраля  | Нильс ван дер Пул (6:08.840, 1е место) Хальхейр Енгебротен (6:09.880, 3е место)                                                    | [ 22 ] |
| 2     | Сюзанне Схюлтинг                                                 | Шорт-трек 500 метров (женщины)                 | 7 февраля  | Арианна Фонтана (42.488, 1е место) Ким Бутен (42.724, 3е место)                                                                    | [ 23 ] |
| 2     | Томас Крол                                                       | Конькобежный спорт 1500 метров (мужчины)       | 8 февраля  | Кьелд Нёйс (1:43.210, 1е место) Ким Мин Сок (1:44.240, 3е место)                                                                   | [ 16 ] |
| 2     | Патрик Руст                                                      | Конькобежный спорт 10 000 метров (мужчины)     | 11 февраля | Нильс ван дер Пул (12:30.74, 1е место) Давиде Гьотто (12:45.98, 3е место)                                                          | [ 24 ] |
| 2     | Ютта Лердам                                                      | Конькобежный спорт — 1000 метров (женщины)     | 17 февраля | Михо Такаги (1:13.19, 1е место) Бриттани Боу (1:14.61, 3е место)                                                                   | [ 25 ] |
| 3     | Антуанетта де Йонг                                               | Конькобежный спорт 1500 метров (женщины)       | 7 февраля  | Ирен Вюст (1:53.280, 1е место) Михо Такаги (1:53.720, 2е место)                                                                    | [ 15 ] |
| 3     | Кимберли Бос                                                     | Скелетон (женщины)                             | 12 февраля | Ханна Найзе (4:07.62, 1е место) Жаклин Нарракотт (4:08.24, 1е место)                                                               | [ 26 ] |
| 3     | Ирен Вюст Антуанетта де Йонг Ирен Схаутен Марейке Груневауд      | Конькобежный спорт — командная гонка (женщины) | 15 февраля | Валери Мальте (2:53.44, 1е место) Ивани Блонден Изабель Вайдеман (3:04.47, 2е место) Михо Такаги Аяно Сато Нана Такаги             | [ 27 ] |
| 3     | Сюзанне Схюлтинг                                                 | Шорт-трек 1500 метров (женщины)                | 16 февраля | Чхве Мин Джон (2:17.789, 1е место) Арианна Фонтана (2:17.862, 2е место)                                                            | [ 28 ] |